# Pohár vítězů pohárů 1961/1962
Sezóna 1961/62 Poháru vítězů pohárů byla 2. ročníkem tohoto poháru. Vítězem se stal tým Atlético Madrid.

## Předkolo
| Domácí v 1. zápase   | Celkem | Hosté v 1. zápase        | 1. zápas | 2. zápas |
| -------------------- | ------ | ------------------------ | -------- | -------- |
| Swansea City AFC     | 3–7    | Motor Jena               | 2–2      | 1–5      |
| La Chaux-de-Fonds    | 6–7    | Leixões SC               | 6–2      | 0–5      |
| Glenavon FC          | 3–7    | Leicester City           | 1–4      | 1–3      |
| CS Sedan             | 3–7    | Atlético Madrid          | 2–3      | 1–4      |
| Rapid Vídeň          | 5–2    | Spartak Varna            | 0–0      | 5–2      |
| Floriana FC          | 4–15   | Újpest Dózsa             | 2–5      | 2–10     |
| Dunfermline Athletic | 8–1    | St Patrick's Athletic FC | 4–1      | 4–0      |

## První kolo
| Domácí v 1. zápase   | Celkem | Hosté v 1. zápase  | 1. zápas | 2. zápas |
| -------------------- | ------ | ------------------ | -------- | -------- |
| Motor Jena           | 9–2    | Alliance Dudelange | 7–0      | 2–2      |
| Leixões SC           | 2–1    | Progresul Bukurešť | 1–1      | 1–0      |
| Werder Brémy         | 5–3    | Aarhus GF          | 2–0      | 3–2      |
| Leicester City FC    | 1–3    | Atlético Madrid    | 1–1      | 0–2      |
| Olympiakos Pireus FC | 2–4    | Dynamo Žilina      | 2–3      | 0–1      |
| Fiorentina           | 9–3    | Rapid Vídeň        | 3–1      | 6–2      |
| Ajax Amsterdam       | 3–4    | Újpest Dózsa       | 2–1      | 1–3      |
| Dunfermline Athletic | 5–2    | FK Vardar          | 5–0      | 0–2      |

## Čtvrtfinále
| Domácí v 1. zápase | Celkem | Hosté v 1. zápase    | 1. zápas | 2. zápas |
| ------------------ | ------ | -------------------- | -------- | -------- |
| Motor Jena         | 4–2    | Leixões SC           | 1–1      | 3–1      |
| Werder Brémy       | 2–4    | Atlético Madrid      | 1–1      | 1–3      |
| Dynamo Žilina      | 3–4    | Fiorentina           | 3–2      | 0–2      |
| Újpest Dózsa       | 5–3    | Dunfermline Athletic | 4–3      | 1–0      |

## Semifinále
| Domácí v 1. zápase | Celkem | Hosté v 1. zápase | 1. zápas | 2. zápas |
| ------------------ | ------ | ----------------- | -------- | -------- |
| Motor Jena         | 0–5    | Atlético Madrid   | 0–1      | 0–4      |
| Fiorentina         | 3–0    | Újpest Dózsa      | 2–0      | 1–0      |

## Finále
| 10. května 1962   |                |                 |                                                                       |
| Atlético Madrid   | 1 – 1 (prodl.) | Fiorentina      | Hampden Park, Glasgow diváci: 27 000 rozhodčí: Tom Wharton (Scotland) |
| Joaquín Peiró 11' |                | Kurt Hamrin 27' | Hampden Park, Glasgow diváci: 27 000 rozhodčí: Tom Wharton (Scotland) |

### Opakovaný zápas
| 5. září 1962                                                 |       |            |                                                                          |
| Atlético Madrid                                              | 3 – 0 | Fiorentina | Neckarstadion, Stuttgart diváci: 38 000 rozhodčí: Kurt Tschenscher (GER) |
| Miguel Jones 8' Jorge Alberto Mendonça 27' Joaquín Peiró 59' |       |            | Neckarstadion, Stuttgart diváci: 38 000 rozhodčí: Kurt Tschenscher (GER) |

## Vítěz
| Pohár vítězů pohárů 1961/62 Atlético Madrid Edgardo Madinabeytia, Jorge Griffa, Isacio Calleja, Feliciano Rivilla, Adelardo Rodríguez, Ramiro, Glaria, Mendonça, Peiro, Miguel Jones, Enrique Collar Trenér: José Villalonga |